# Mary Hopkin

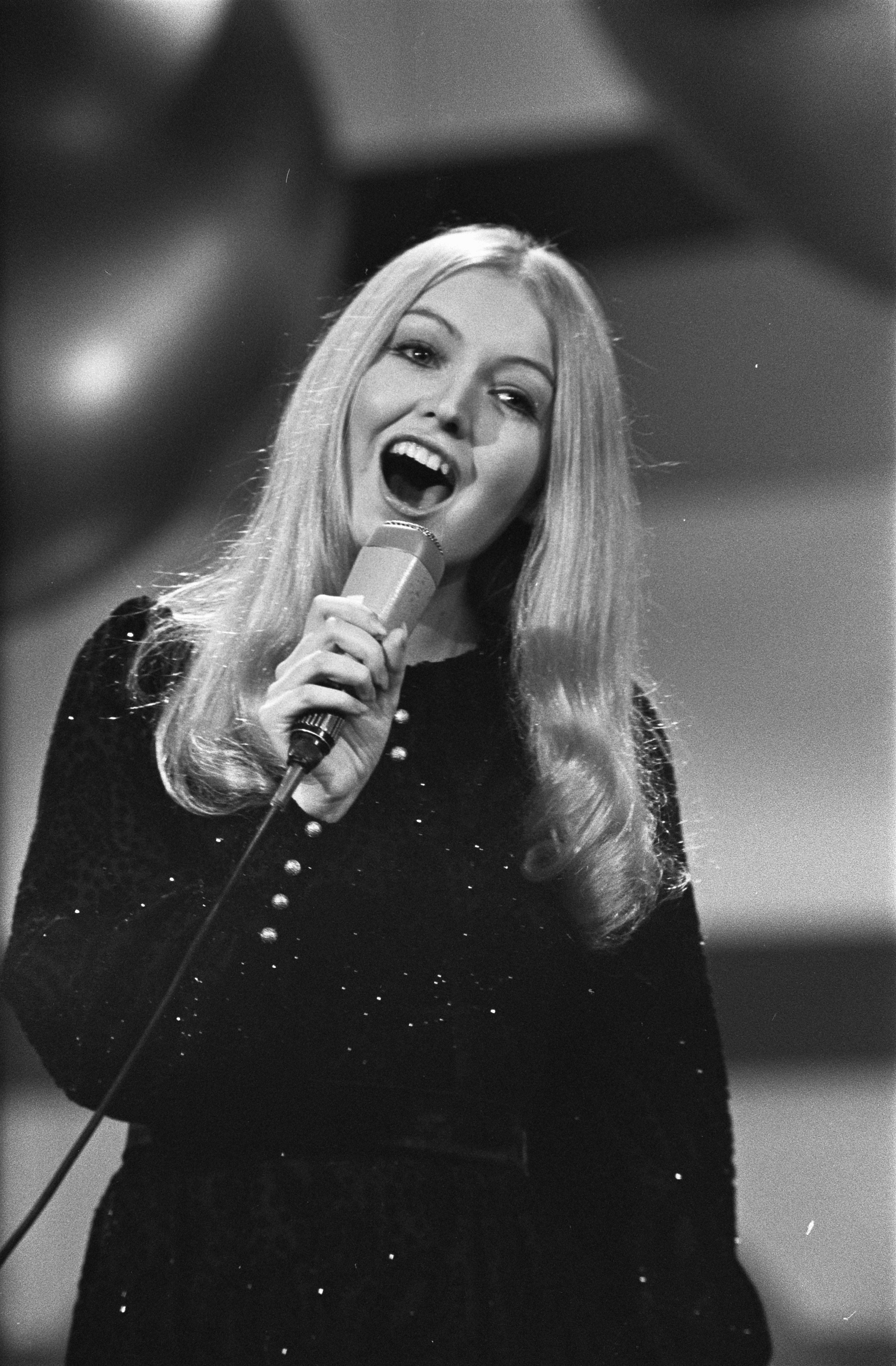
Mary Hopkin tijdens het Eurovisiesongfestival 1970

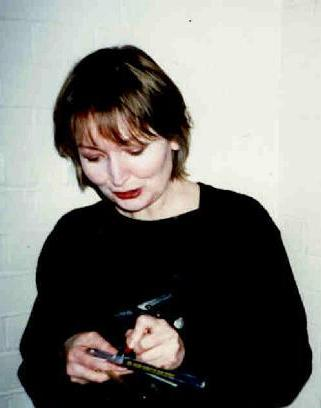
Mary Hopkin in 1982

Mary Hopkin (Pontardawe (Wales), 3 mei 1950) is een Welshe zangeres.

## Biografie
Haar single Those Were the Days, geproduceerd door Paul McCartney, kwam in Groot-Brittannië uit in augustus 1968 op het Apple-label en bereikte daar een eerste plaats (en een tweede plaats in de Verenigde Staten). Het is een bewerking van het Russische liedje Dorogoj dlinnoju van Boris Fomin en tekstschrijver Konstantin Podrevskii.
Tevens vertolkte zij een compositie van McCartney (officieel een Lennon/McCartney-track) met de titel Goodbye, die McCartney eveneens produceerde. Beide nummers staan op talloze verzamelalbums, maar dat zijn bijna altijd heropgenomen versies, omdat Apple vrijwel nooit toestemming geeft voor het uitbrengen van zijn nummers op dergelijke albums.
Hopkin vertegenwoordigde het Verenigd Koninkrijk in 1970 tijdens het vijftiende Eurovisiesongfestival en bereikte met het liedje Knock, knock who's there? een tweede plaats.
Mary bracht drie lp's uit op het Apple-label: Postcard, Earth Song Ocean Song en Those Were the Days.
In 1971 trouwde Hopkin met platenproducent Tony Visconti. Zij zong daarna veel minder om voldoende tijd te hebben voor haar gezin. In 1981 zijn Hopkin en Visconti gescheiden. Ze zong nog wel als Hobby Horse in samenwerking met haar man Summertime Summertime. De nauwelijks twee minuten durende zomerhit werd in 1972 een succes in Nederland en Duitsland. De plaat stond negen weken in de Veronica Top 40 op Radio Veronica met als hoogste notering een 7e positie. In de Daverende Dertig / Hilversum 3 Top 30 op de publieke popzender Hilversum 3 kwam de plaat zelfs tot de 5e positie. Op de B-kant van de single staat Sweet and Low.
Vrijwel het gehele oeuvre van Mary Hopkin is in 2010 opnieuw en geremasterd uitgebracht op vinyl en cd.

## Varia
- Deegar Ashkam Mariz, de Perzische versie uit 1972 van het nummer Those Were the Days, gezongen door de legendarische zanger Ahmad Zahir[1][2], was populair in de laatste jaren 70 in Afghanistan: de laatste betrekkelijk zorgeloze en gelukkige jaren van de vrede voordat er een jarenlange periode van strijd zou uitbreken. Daardoor heeft het nummer met zijn weemoedige tekst sindsdien voor vele Afghanen een speciale betekenis gekregen.[3]
- In 1991 maakten de Finse band Leningrad Cowboys een cover-versie van datzelfde nummer.

## Discografie

### Singles
| Single met eventuele hitnotering(en) in de Nederlandse Top 40 | Datum van verschijnen | Datum van binnenkomst | Hoogste positie | Aantal weken | Opmerkingen                                              |
| ------------------------------------------------------------- | --------------------- | --------------------- | --------------- | ------------ | -------------------------------------------------------- |
| Those were the days                                           | 1968                  | 14-09-1968            | 2               | 14           | Nr. 1 in de Parool Top 20                                |
| Goodbye                                                       | 1969                  | 12-04-1969            | 1(2wk)          | 11           | Nr. 1 in de Parool Top 20                                |
| Temma harbour                                                 | 1970                  | 14-02-1970            | 16              | 6            | Nr. 12 in de Hilversum 3 Top 30                          |
| Knock, knock who's there?                                     | 1970                  | 04-04-1970            | 3               | 8            | Nr. 3 in de Hilversum 3 Top 30                           |
| Que sera, sera (whatever will be, will be)                    | 1970                  | 25-07-1970            | tip12           | -            |                                                          |
| Think about your children                                     | 1970                  | 31-10-1970            | tip19           | -            |                                                          |
| Water, paper & clay                                           | 1971                  | 04-12-1971            | tip20           | -            |                                                          |
| Summertime summertime                                         | 1972                  | 02-09-1972            | 7               | 9            | als onderdeel van Hobby Horse / Nr. 5 in de Daverende 30 |
| If you love me                                                | 1976                  | 24-04-1976            | tip22           | -            |                                                          |

| Single met hitnotering(en) in de Vlaamse Ultratop 50 | Datum van verschijnen | Datum van binnenkomst | Hoogste positie | Aantal weken | Opmerkingen                   |
| ---------------------------------------------------- | --------------------- | --------------------- | --------------- | ------------ | ----------------------------- |
| Those were the days                                  | 1968                  | 05-10-1968            | 1(5wk)          | 12           |                               |
| Goodbye                                              | 1969                  | 03-05-1969            | 3               | 7            |                               |
| Knock, knock who's there?                            | 1970                  | 18-04-1970            | 3               | 7            |                               |
| Summertime summertime                                | 1972                  | 07-10-1972            | 27              | 1            | als onderdeel van Hobby Horse |

### NPO Radio 2 Top 2000
| Nummers met noteringen in de NPO Radio 2 Top 2000 | '99  | '00  | '01 | '02  | '03  | '04  | '05  | '06  | '07  | '08  |
| ------------------------------------------------- | ---- | ---- | --- | ---- | ---- | ---- | ---- | ---- | ---- | ---- |
| Goodbye                                           | 1942 | 1884 | -   | -    | -    | 1553 | -    | -    | -    | -    |
| Knock, knock who's there?                         | 1974 | -    | -   | -    | -    | -    | -    | -    | -    | -    |
| Those Were the Days                               | 1314 | -    | -   | 1483 | 1377 | 929  | 1742 | 1634 | 1999 | 1585 |

1. ↑  Een '-' betekent dat het nummer niet was genoteerd en een vetgedrukt getal geeft de hoogste notering van een nummer aan.
2. ↑  Deze tabel is bijgewerkt tot en met de laatste editie (2024).

- Bibliothèque nationale de France: cb13944940n (data)
- Gemeinsame Normdatei: 134410483
- International Standard Name Identifier: 0000 0000 7839 1516
- Library of Congress Control Number: n92062644
- MusicBrainz: f6596571-9ce2-4d79-8e92-fa8cfc181b91
- Nationale Bibliotheek van Tsjechië: xx0111942
- Nationale Bibliotheek van Polen: a0000003407511
- Nederlandse Thesaurus van Auteursnamen: 070511187
- SNAC: w6905p8c
- Virtual International Authority File: 24792316
- WorldCat: E39PBJdM9xDq9g87W6dDTyj9jC

1957: Patricia Bredin · 
1959: Pearl Carr & Teddy Johnson · 
1960: Bryan Johnson · 
1961: The Allisons · 
1962: Ronnie Carroll · 
1963: Ronnie Carroll · 
1964: Matt Monro · 
1965: Kathy Kirby · 
1966: Kenneth McKellar · 
1967: Sandie Shaw · 
1968: Cliff Richard · 
1969: Lulu · 
1970: Mary Hopkin · 
1971: Clodagh Rodgers · 
1972: The New Seekers · 
1973: Cliff Richard · 
1974: Olivia Newton-John · 
1975: The Shadows · 
1976: Brotherhood of Man · 
1977: Lynsey de Paul & Mike Moran · 
1978: Co-Co · 
1979: Black Lace · 
1980: Prima Donna · 
1981: Bucks Fizz · 
1982: Bardo · 
1983: Sweet Dreams · 
1984: Belle & The Devotions · 
1985: Vikki Watson · 
1986: Ryder · 
1987: Rikki · 
1988: Scott Fitzgerald · 
1989: Live Report · 
1990: Emma · 
1991: Samantha Janus · 
1992: Michael Ball · 
1993: Sonia · 
1994: Frances Ruffelle · 
1995: Love City Groove · 
1996: Gina G · 
1997: Katrina & the Waves · 
1998: Imaani · 
1999: Precious · 
2000: Nicki French · 
2001: Lindsay Dracass · 
2002: Jessica Garlick · 
2003: Jemini · 
2004: James Fox · 
2005: Javine Hylton · 
2006: Daz Sampson · 
2007: Scooch · 
2008: Andy Abraham · 
2009: Jade Ewen · 
2010: Josh Dubovie · 
2011: Blue · 
2012: Engelbert Humperdinck · 
2013: Bonnie Tyler · 
2014: Molly · 
2015: Electro Velvet · 
2016: Joe & Jake · 
2017: Lucie Jones · 
2018: SuRie · 
2019: Michael Rice · 
2021: James Newman ·
2022: Sam Ryder ·
2023: Mae Muller ·
2024: Olly Alexander ·
2025: Remember Monday